# Soldados da Pátria – História do Exército Brasileiro (1889-1937)
Soldados da Pátria – História do Exército Brasileiro, 1889-1937 (em inglês, Soldiers of the Patria: A History of the Brazilian Army, 1889-1937) foi um livro escrito pelo brasilianista Frank McCann e lançado em 2004 pela Stanford University Press. Foi publicado no Brasil em 2007 pela Companhia das Letras, com republicação em 2009.
O livro é uma referência oficial para os alunos da Escola de Comando e Estado-Maior do Exército Brasileiro (ECEME).

## Conteúdo
No livro, McCann rejeita a análise de que as revoltas militares brasileiras sejam reflexo da política ou da luta de classes. O autor segue o pensamento de brasilianistas como Edmundo Campos Coelho, José Murilo de Carvalho, John Schulz e Alfred Stepan, e argumenta que o exército brasileiro possuia importantes relações paternalistas e de amizade que pautavam as decisões tomadas pela instituição. Porém, ele diverge da tese de Stepan, de que o Exército serviria como um poder moderador brasileiro. De acordo com o autor, até a década de 1890, o Exército era precário e cooptado, e até a década de 1930, passou por um processo de profissionalização. A falta de profissionalização era tamanha que o exército não conseguia cumprir seu papel. A Guerra dos Canudos e de Contestado teriam deixado claro que o Exército não estava preparado para suprimir as revoltas que eclodiam no Brasil. Porém, estas relações se encerraram na década de 30, quando os sargentos e praças passaram a ser reprimidos para manter a base hierárquica.
McCann também usa as definições do etno-historiador Anthony F. C. Wallace, de política dos apetites e política da identidade, para explicar a conduta do Exército durante os primeiros anos da República. De acordo com McCann, o tenentismo foi influenciado tanto por uma vontade de controle do próprio Exército, pela insatisfação das patentes mais baixas com a falta de profissionalização da instituição, quanto a vontade de quebrar as oligarquias existentes no período, porém a tonalidade clientelista das forças armadas ajudaram na manutenção do status quo.
De acordo com McCann, o Exército seria a única instituição realmente nacional dentro do período analisado, honrando sua missão de manter a unidade, já que as oligarquias não conseguiam manter o poder com eficácia devido ao surgimento dos centros urbanos e a industrialização. O Exército teria se tornado um poder moderador em 1937, com a chegada de Getúlio Vargas ao poder. A partir de então, na avaliação do autor, ele deixou de ser uma milícia e se tornou de fato um braço do Estado, servindo para a cristalização dos interesses nacionais. No Golpe de 1964, o Exército mudou seu foco de defesa externa para o desenvolvimento interno, porém seu papel mudou novamente com a Constituição de 1988, onde o Exército se institucionalizou como defensor da Pátria.

## Crítica
A revista Foreign Affairs elogia McCann por analisar as dinâmicas internas do Exército brasileiro para explicar suas ações.
A revista The Journal of Military History elogia McCann por usar uma sólida base histórica para explicar o papel do Exército no desenvolvimento do Brasil e de sua identidade nacional. Além das fontes primárias, o autor revisou um extenso número de fontes secundárias. A revista trás que o livro é de interesse para historiadores militares, brasilianistas e historiadores das relações civis-militares na América Latina.
A revista Canadian Journal of History trás que o livro foi uma resposta parcial ao pedido do historiador John Johnson em 1985 da necessidade de estudos militares que trazem um senso de intimidade aos estabelecimentos. McCann foi bem-sucedido ao escrever a história do Exército no século XIX, mas a revista o critica por se perder em detalhes excessivos, como as mini-biografias presentes no livro, e na falta de detalhes dos mapas apresentados. A revista também critica que o autor falha em demonstrar que os soldados combatentes tinham poucas informações sobre as campanhas em que lutavam.
A revista História: Questões & Debate elogiou o uso de registros burocráticos do exército, algo pouco explorado por pesquisadores brasileiros, e o estudo das motivações e os envolvidos nas diversas rebeliões que ocorreram no Brasil durante a época analisada. Também, traz que a historiografia americana sobre o Brasil possui estudos próprios que pouco dialogam com os estudos brasileiros. Assim, o livro trás informações que não estão disponíveis em solo nacional. Porém, criticou a inocência do autor em achar que Getúlio Vargas pretendia reconstitucionalizar o país em 1932.